# Nonô Centeno
Antônio Manoel Crespo Centeno mais conhecido como Nonô Centeno (1872 — Pelotas, 31 de agosto de 1917) foi um militar e político brasileiro.

## Intendente de São Lourenço do Sul
Foi intendente de São Lourenço do Sul por quase 13 anos, no ano de 1908 criou a primeira coletoria federal no município, nesse mesmo ano estimulou e apoiou a criação do Hospital São Lourenço, que foi instalado em 22 de março e também  fundou o Colégio Municipal São Lourenço, em 1912 implantou a luz elétrica em São Lourenço do Sul, já em 1913 demarcou e iniciou o ajardinamento da então "praça da Igreja", hoje Praça Central Dedê Serpa e em 1915 realizou a dragagem do arroio São Lourenço, impulsionando a navegação, possibilitando a entrada e saída de iates cargueiros no porto.

## Morte
Faleceu no dia 31 de agosto de 1917 em Pelotas, sendo intendente até o dia de sua morte.

## Homenagens
Em São Lourenço do Sul, a principal avenida de acesso e saída da zona urbana foi batizada com seu nome, se chamando oficialmente Avenida Coronel Nonô Centeno, possuindo a abreviação formal Avenida Cel. Nonô Centeno e a abreviação informal Avenida Nonô Centeno, ambas aceitas e de fácil compreensão pela comunidade lourenciana.